# Гриффин, Тим
Джон Тимоти Гриффин (англ. John Timothy Griffin; 21 августа 1968, Мекленберг)— американский юрист и политик, занимающий пост 20-го вице-губернатора Арканзаса с 2015 г. Член Республиканской партии, ранее он был прокурором США в Восточном округе Арканзаса в период с 2006 г. 2007 г. и представитель США во 2-м избирательном округе Арканзаса с 2011 по 2015 г. Гриффин победил демократа Джона Беркхальтера в 2014 г. и с тех пор, как занимал пост вице-губернатора, работал под началом губернатора Асы Хатчинсона. Летом 2020 года Гриффин выдвинул свою кандидатуру на выборах губернатора Арканзаса в 2022 году, но отказался от участия в гонке в феврале 2021 года, чтобы вместо этого баллотироваться на пост генерального прокурора Арканзаса.